# Michel Thévoz
Michel Thévoz, nacido en Lausana en 1936 , es un escritor, historiador del arte, filósofo, profesor y curador del museo de Vaud.

## Datos biográficos
Michel Thévoz, después de estudiar literatura en la Universidad de Lausana, asistió a clases en la Escuela del Louvre en París. Historiador del arte, trabajó como curador asistente y luego a tiempo parcial en el Museo de Bellas Artes del Cantón de Vaud. En 1976, Thévoz se hizo cargo de la gestión de la Colección de Arte Brut en Lausana  con la creación del museo del mismo nombre. Dejó el cargo en 2001.
Profesor Honorario de la Universidad de Lausana , Michel Thévoz ha publicado veinte libros, entre ellos L'Art Brut (Skira, 1975), El cuerpo pintado (Skira, 1984), Dubuffet (Skira 1986), Réquiem por la locura (la Différence), El espejo infiel (Editions de Minuit, 1996), Suicidio y Estética (Cambridge 2003) y numerosos artículos sobre artistas de arte marginal.
En sus ensayos, Michel Thévoz está particularmente interesado en fenómenos tales como el academicismo límite, el arte de los locos, el suicidio, el espiritismo, las reflexiones de los espejos ... Louis Soutter o la escritura del deseo (L 'Age d'Homme, 1974) A través del Arte, locura, LSD, graffiti (L'Aire, 1980) y muchos otros.
En 2002, Michel Thévoz fue el comisario y autor del catálogo de la exposición Jean Lecoultre.

## Publicaciones
- Louis Soutter ou l'écriture du désir, Lausana, L'Age d'Homme, 1974
- L'art brut, Ginebra, Skira, 1975
- Réeditions 1980 et 1995. Traductions en anglais-1976 et en russe-1996
- Le langage de la rupture, París, PUF, 1978
- Les écrits bruts, París, PUF, 1979
- Collectif, Fascicules de la Collection de l'art brut - Nos 10 à 22, Lausana, Collection de l'Art brut, 1977-2007
- L'académisme et ses fantasmes, París, Ed. de Minuit, 1980
- Art, Folie, LSD, Graffiti, etc., Lausana, L'Aire, 1985
- Dubuffet, Genève, Skira, 1986
- Le théâtre du crime. Essai sur la peinture de David, París, Ed. de Minuit, 1989
- Art Brut, psychose et médiumnité, París, La Différence, 1990
- Requiem pour la folie, París, La Différence, 1995
- L'esthétique du suicide, París, Ed. de Minuit, 2003
- Tout va bien, Lausana, Favre, 2004
- L'Heure d'hiver, Lausana, Favre, 2008
- Jacqueline Oyex, Gollion, Infolio, 2011
- Émilienne Farny et l'oiseau noir, Lausana, art&fiction, 2015. ISBN 978-2-940377-89-3